# 樽 (推理小説)
『樽』（たる、原題：The Cask）は、1920年に発表されたF・W・クロフツの処女作であり代表作の一つである推理小説。推理小説におけるアリバイ崩し（不在証明）を確立させたと評される。またイギリス・ミステリ界の黄金時代の幕開けの要因となった作品とも言われる。
日本語への翻訳は、森下雨村の翻訳（『樽』、柳香書院、1935年）以降、たびたびおこなわれている。

## あらすじ
ロンドンに到着した船荷の樽の中から金貨と人の手が現れた。荷役会社は慌てて警察を呼ぶが、警察が到着する前にその樽は消えてしまう。
数日後、発見された樽をめぐってロンドン警視庁とパリ警視庁の刑事が共同捜査を開始する……。

## 登場人物

### イギリスの人物
バーンリー
ロンドン警視庁の警部。ルファルジュ警部と共に捜査に当たる。
レオン・フェリックス
埠頭へ樽を引き取りに来たフランス人画家。ここ数年はロンドンに住んでいる。アネット・ボワラックの殺害容疑をかけられる。
ジョン・ウォーカー
ロンドン警視庁の新人巡査。推理小説の名探偵に憧れている。
エイヴリー
樽を積んできた船会社〈島嶼・大陸（インシュラー&コンティネント）海運〉、通称I&Cの社長。
トム・ブロートン
I&Cの社員。23歳。
ハークネス
I&Cの作業長。
ワッティ（ウォルター・パーマー）
フェリックスに雇われた荷馬車屋〈ジョン・ライオンズ父子商会〉の荷運び人。埠頭から樽を運ぶのを手伝った。
ウィリアム・マーティン
フェリックスの友人。医師。逮捕されたフェリックスを救うため、弁護士に相談する。

### フランスの人物
ルファルジュ
パリ警視庁の警部。バーンリーとは4年前に英仏を跨いだ事件の捜査で知り合って以来、親友となり、今回の事件も共に捜査に当たる。
ショヴェー
パリ警視総監。
アルフォンス・ル・ゴティエ
パリのワイン商。フェリックスと共同で富くじを購入する。
ポール・テヴネ
高級彫刻を扱う〈デュピエール〉社の社長。
ラウル・ボワラック
パリの〈アヴロット・ポンプ建設〉社長。
アネット・ボワラック
ラウルの妻。イギリスで樽に詰められた絞殺体で発見される。
フランソワ
ボワラック家の執事。
シュザンヌ・ドーデ
ボワラック家のメイド。アネットの失踪後、ボワラックから暇を出される。
ジョン・ウェイクフィールド・クリフォード
グレイズ・インにある〈クリフォード&ルイシャム〉法律事務所のシニア・パートナー。マーティンの法律顧問であり友人でもある。
エロワーズ・ランベール
〈アヴロット・ポンプ建設〉に勤めていたタイピスト。
ジョルジュ・ラ・トゥーシュ
フェリックスを救うためにクリフォードが雇った私立探偵。

## 日本語訳
- 長谷川修二 東京創元社、1956年 創元推理文庫
- 村上啓夫 早川書房、1957年
- 大久保康雄 中央公論社、1961年 創元推理文庫
- 田村隆一 角川文庫、1962年
- 内田庶 高文社、1963年
- 宇野利泰 新潮文庫、1963年
- 三浦朱門 講談社、1972年 講談社文庫
- 二宮磬 集英社文庫、1999年
- 加賀山卓朗 ハヤカワ・ミステリ文庫、2005年
- 霜島義明 東京創元社、2013年